# Paralaophonte karmensis
Paralaophonte karmensis är en kräftdjursart som först beskrevs av Sars.  Paralaophonte karmensis ingår i släktet Paralaophonte och familjen Laophontidae. Inga underarter finns listade i Catalogue of Life.